# シーサイドライナー (列車)
シーサイドライナーは、九州旅客鉄道（JR九州）が佐世保駅・早岐駅・竹松駅 - 長崎駅間を、佐世保線・大村線・長崎本線経由で運行する快速列車・区間快速列車である。
本項では「シーサイドライナー」から派生して、1999年 - 2003年に佐世保駅 - 長崎駅間を運行していた特急「シーボルト」、および大村線ハウステンボス駅以南で運転されていた優等列車の沿革についても記述する。

## 概要
佐世保駅 - 長崎駅間を運行する快速列車は、1986年11月1日のダイヤ改正ではじめて1往復設定された。当初、愛称は設定されておらず、「シーサイドライナー」の愛称が与えられたのは1989年3月11日のダイヤ改正からである。快速列車は国鉄分割民営化以降、ダイヤ改正でたびたび増発され、この時点で佐世保駅発の下りが10本・長崎駅発の上りが9本設定されていた。
英語表記の「Sea Side Liner」からSSLの略称があり、かつて用いられたキハ66系の車体などにデザインされていた。

## 運行概況
快速列車は佐世保駅 - 長崎駅間に下り6本・上り7本、早岐駅 - 長崎駅間に上り1本、竹松駅 - 長崎駅間に1往復、区間快速列車は佐世保駅 - 長崎駅間に下り7本・上り6本が運行されており、上下とも1日の最初の列車が竹松駅発着となる。かつては、松浦鉄道西九州線のたびら平戸口駅や佐々駅まで乗り入れる列車もあったが、現在は行っていない。喜々津駅 - 浦上駅間は新線経由である。
列車番号は佐世保駅発は3221Dから、長崎駅発は3222Dから、それぞれ2ずつを加えていく。竹松駅発着列車に関しては3271D、3270Dとしている。「シーサイドライナー」の愛称が与えられた当初は号数の表記もあったが、2005年2月28日をもって廃止された。2018年3月17日のダイヤ改正より、昼間時間帯の列車が区間快速となり、佐世保 - 竹松間は各駅停車となった。2022年9月23日のダイヤ改正により、諫早駅 - 長崎駅間の停車パターンを各駅停車に統一している（快速列車のみ各駅停車、区間快速は引き続き通過）。
所要時間は停車駅によって差があり、おおむね1時間30分 - 2時間程度。完全な等間隔運転になっていない。

### 停車駅
- 2025年3月15日時点
- 経由区間の全駅を掲載。（ ）の駅は全列車通過。
- 「区快」＝区間快速
- 凡例…●：停車駅、ー：通過駅

| 列車種別 | 運行本数 | 運行本数   | 佐世保駅 | 日宇駅 | 大塔駅 | 早岐駅 | ハウステンボス駅 | 南風崎駅 | 小串郷駅 | 川棚駅 | 彼杵駅 | 千綿駅 | 松原駅 | 大村車両基地駅 | 竹松駅 | 新大村駅 | （諏訪駅） | 大村駅 | （岩松駅） | 諫早駅 | 西諫早駅 | 喜々津駅 | 市布駅 | 肥前古賀駅 | 現川駅 | 浦上駅 | 長崎駅 |
| 列車種別 | 長崎方面 | 佐世保方面 | 佐世保駅 | 日宇駅 | 大塔駅 | 早岐駅 | ハウステンボス駅 | 南風崎駅 | 小串郷駅 | 川棚駅 | 彼杵駅 | 千綿駅 | 松原駅 | 大村車両基地駅 | 竹松駅 | 新大村駅 | （諏訪駅） | 大村駅 | （岩松駅） | 諫早駅 | 西諫早駅 | 喜々津駅 | 市布駅 | 肥前古賀駅 | 現川駅 | 浦上駅 | 長崎駅 |
| -------- | -------- | ---------- | -------- | ------ | ------ | ------ | ---------------- | -------- | -------- | ------ | ------ | ------ | ------ | -------------- | ------ | -------- | ---------- | ------ | ---------- | ------ | -------- | -------- | ------ | ---------- | ------ | ------ | ------ |
| 快速     | 4        | 7          | ●        | ●      | ●      | ●      | ●                | ー       | ー       | ●      | ●      | ー     | ー     | ー             | ●      | ●        | ー         | ●      | ー         | ●      | ●        | ●        | ●      | ●          | ●      | ●      | ●      |
| 快速     | 2        | 0          | ●        | ●      | ●      | ●      | ●                | ー       | ー       | ●      | ●      | ー     | ー     | ●              | ●      | ●        | ー         | ●      | ー         | ●      | ●        | ●        | ●      | ●          | ●      | ●      | ●      |
| 快速     | 0        | 1          |          |        |        | ●      | ●                | ー       | ー       | ●      | ●      | ー     | ー     | ー             | ●      | ●        | ー         | ●      | ー         | ●      | ●        | ●        | ●      | ●          | ●      | ●      | ●      |
| 快速     | 1        | 1          |          |        |        |        |                  |          |          |        |        |        |        |                | ●      | ●        | ー         | ●      | ー         | ●      | ●        | ●        | ●      | ●          | ●      | ●      | ●      |
| 区快     | 7        | 6          | ●        | ●      | ●      | ●      | ●                | ●        | ●        | ●      | ●      | ●      | ●      | ●              | ●      | ●        | ー         | ●      | ー         | ●      | ー       | ●        | ー     | ー         | ー     | ●      | ●      |

当初、日宇駅・大塔駅は通過していたが、1999年頃から、利便性向上や列車待避のために一部の列車が停車するようになった。2022年現在、佐世保駅 - ハウステンボス駅間はすべての快速が各駅に停車している。

## 使用車両
佐世保車両センター所属のYC1系が使用される。通常は2両編成でワンマン運転を行う。ただし、時間帯や時期、開催イベントによっては、2編成併結による4両編成や、1両増結による3両編成で運転する場合がある。また、2021年10月1日からは3・4両ワンマン運転を開始し、全列車がワンマン運転となった。3両以上のワンマン列車は無人駅でも全てのドアを開けられる（自動では開かないので季節に関わらず客がドア横のボタンを押して半自動ドアを開ける。車両一番前の運賃箱に入れない場合、運賃や乗車券は駅の集札箱に入れる）。 3両で運転する列車の場合は、基本編成（2両）に増結車を1両連結する。

### 過去の使用車両
運行開始当初はキハ58系およびキハ65形が使用されており、1996年からは多客期に指定席が設定された事もあった。その後キハ66系、次いでキハ200系が運用に入るようになった。なお2022年9月現在、指定席の設定は無い。
かつて使用されていた車両は、車体が青20号に類似したシーサイドライナー専用塗色で、乗客扉は赤色に塗装され、「SEA SIDE LINER」のロゴが記されていた。ただし、キハ200-14・1014はハウステンボス色、キハ220-207は原色の赤となっていた。なお、これらの車両は同線区を走る普通列車と共通運用であった。キハ58形は置き換え前にはこの塗色であったがそれ以前は青3号に類似した専用塗色であった。
2021年（令和3年）3月11日をもってキハ200形・220形での運用が、同年6月30日をもってキハ66・67系での運用が終了した。3両編成の運行は通常キハ200+キハ200+キハ220で行われていたが、車両故障や運用の都合などにより、キハ200+キハ220+キハ220や、キハ220+キハ220+キハ220の編成で運行する時もあった。

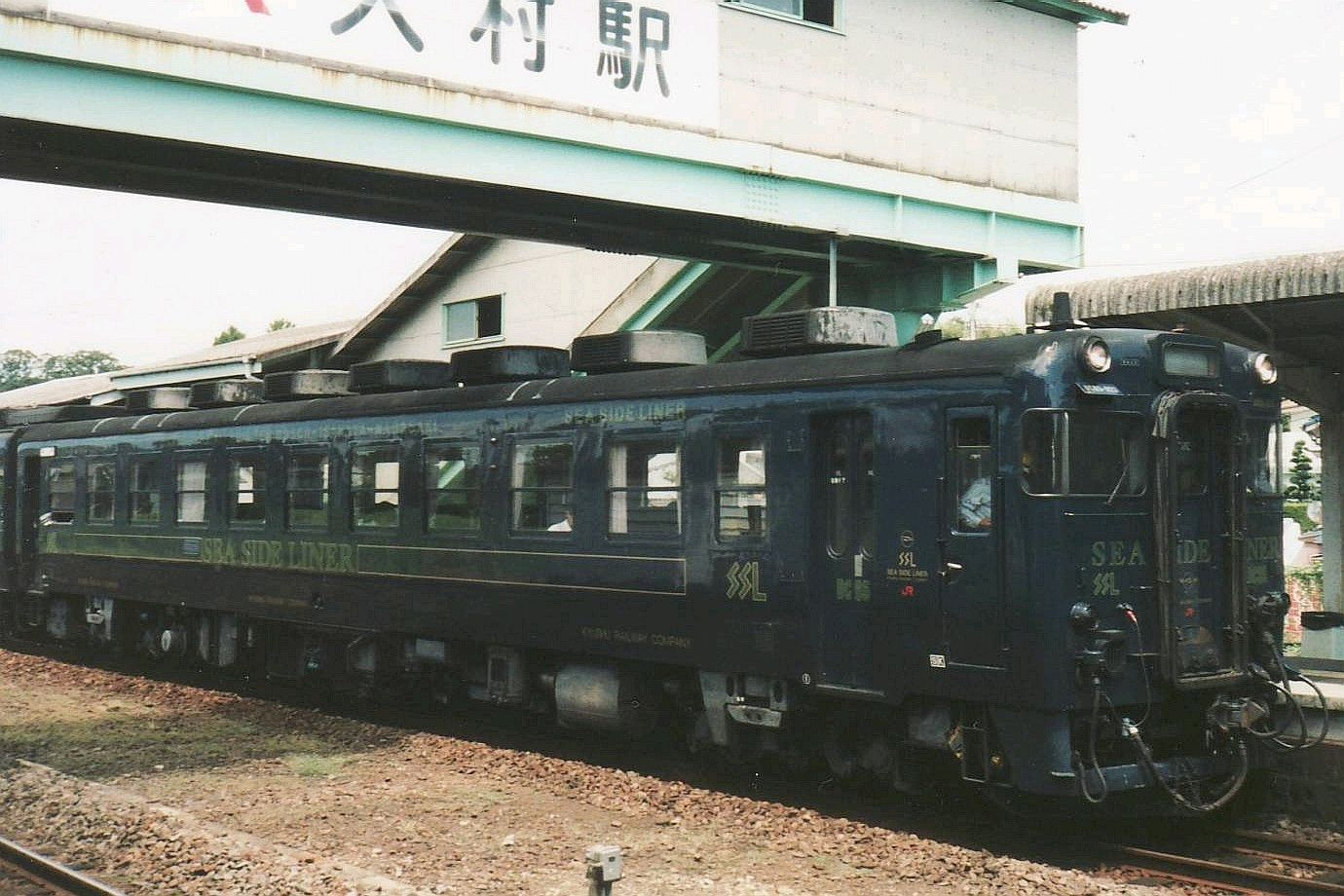
キハ65形
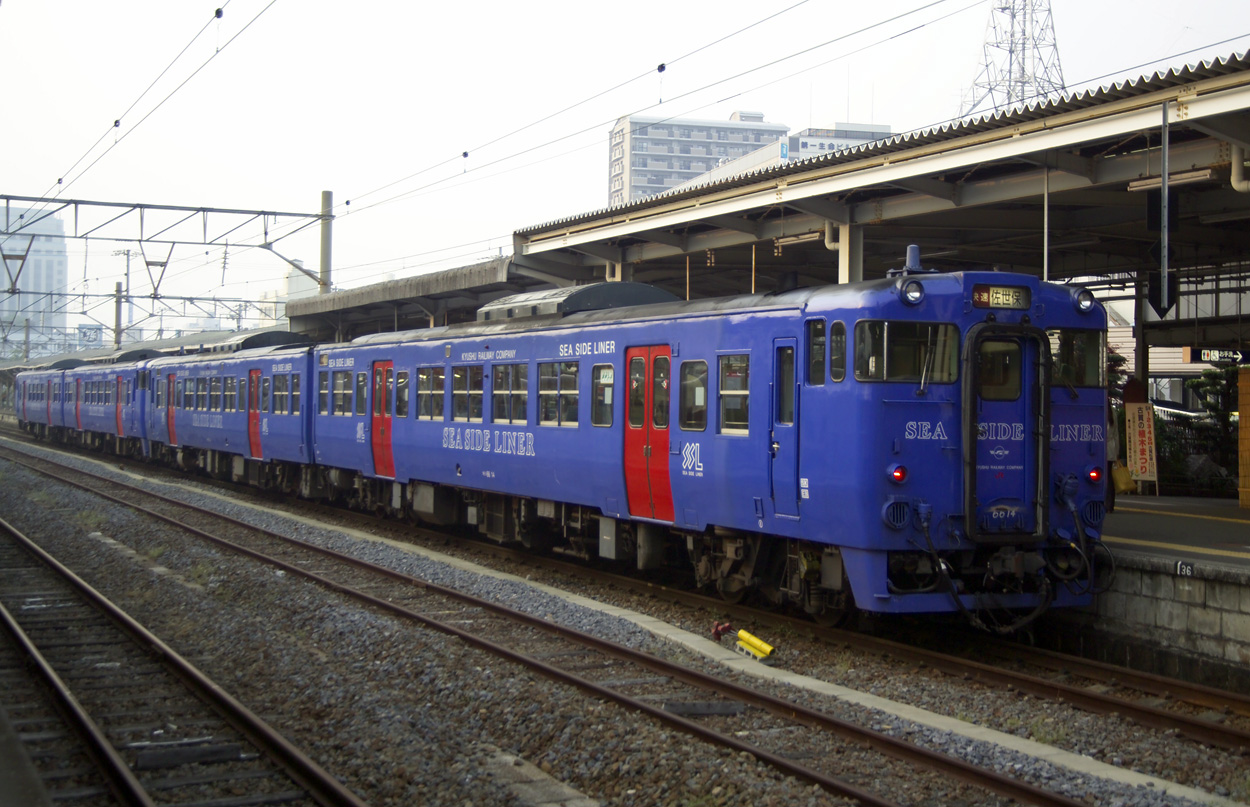
キハ66系
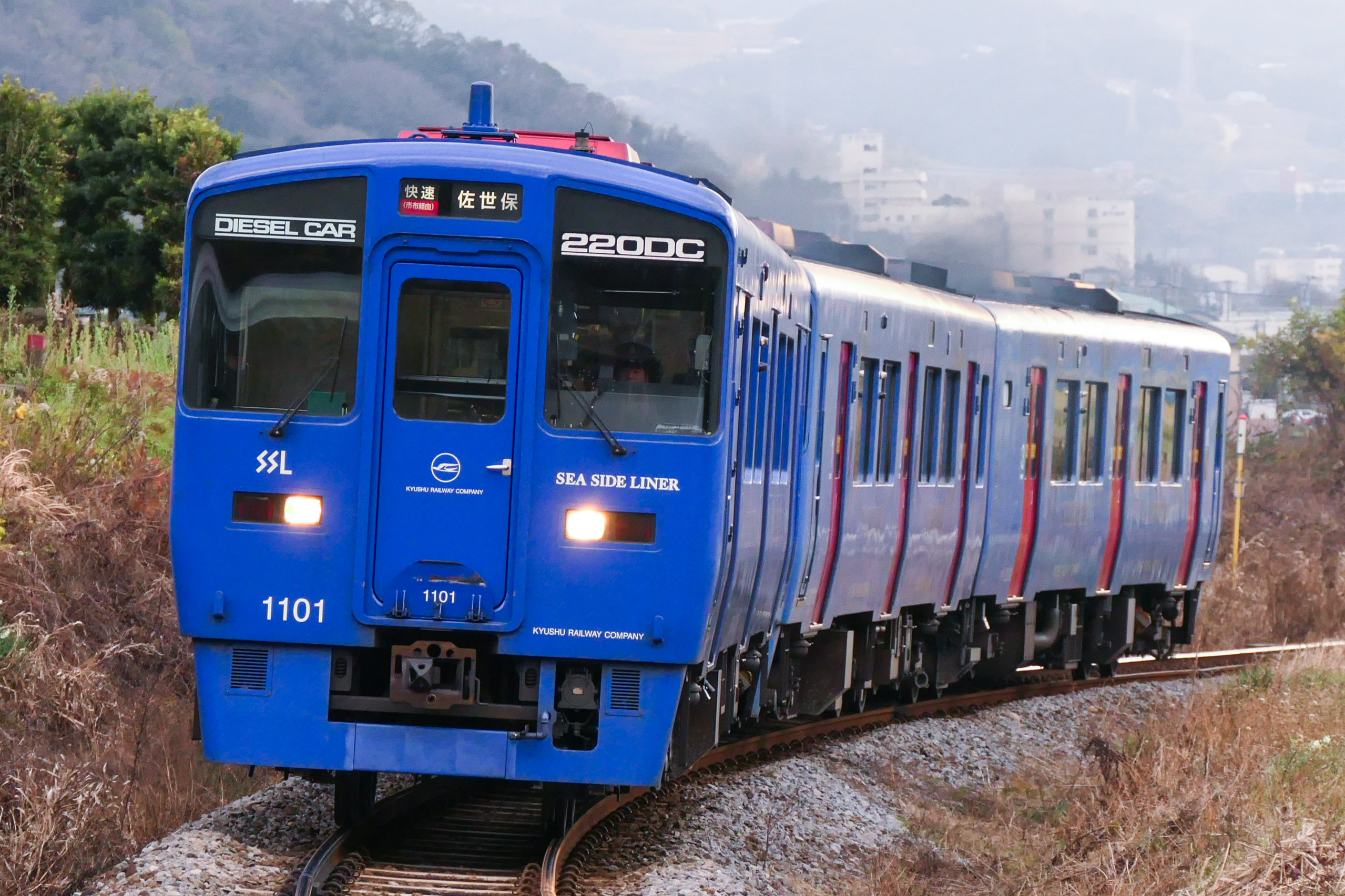
キハ200系

## 特急「シーボルト」
1999年3月13日のダイヤ改正時で、「シーサイドライナー」のうち2往復を特急に格上げする形で運行を開始した。大村線ハウステンボス駅以南での優等列車の運行は1988年3月に急行「平戸」が廃止されて以来11年ぶりで、特急が設定されるのは初めての事。
佐世保駅 - 長崎駅の所要時間は85分前後で、「シーサイドライナー」よりも停車駅を絞り、20分程度の所要時間短縮が図られた。
しかし、2003年3月15日のダイヤ改正で「シーボルト」は「シーサイドライナー」に格下げされる形で廃止された。
なお、2000年 - 2001年の年末年始から「シーボルト」自体が廃止されるまで、ハウステンボスのカウントダウンイベント向けの臨時特急「カウントダウンシーボルト」が運行されていた。12月31日に長崎駅→早岐駅間、1月1日にハウステンボス駅→長崎駅間の列車が運行された。

### 停車駅
佐世保駅 - 早岐駅 - ハウステンボス駅 - 川棚駅 - 大村駅 - 諫早駅 - 浦上駅 - 長崎駅
- 川棚駅は2001年3月から停車駅に追加

### 編成・使用車両
「オランダ村特急」「ゆふいんの森」に用いられていたキハ183系1000番台4両編成を改造の上充当した。「オランダ村特急」は佐世保駅発着であったため、キハ183系1000番台にとっては長崎地区に戻ってきた格好で、外装は「オランダ村特急」時代とほぼ同様のトリコロール塗装となった。
普通車のみの編成で、指定席が1両、自由席が3両であった。指定席は当初長崎寄りの先頭車（1号車）であったが、後に佐世保寄りの先頭車（4号車）に変更されている。車端部には展望席が設けられているが、「シーボルト」ではこの席は自由席扱いとされていた。
なお、キハ183系1000番台は1編成しかないため、検査時には「ゆふ」などに用いられるキハ185系気動車の3両編成が代走していた。

### 特急料金
「シーボルト」運転開始時に佐世保駅 - 長崎駅間には特定特急料金が導入された。これは、設定当初から佐世保市と長崎市間の都市間輸送だけでは弱いとされたのが主な理由で、自由席特急料金は26km以上の場合、全区間500円に設定された。佐世保駅 - 長崎駅間の自由席特急料金は通常の料金では920円なのでかなり割安となった。

## 大村線優等列車沿革

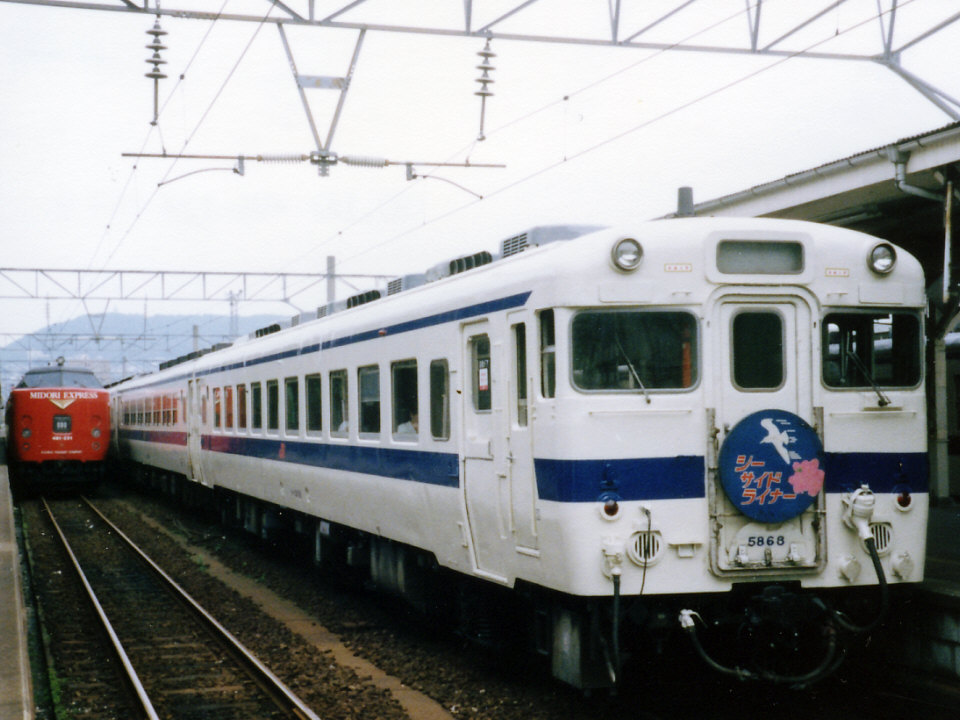
JR九州標準色のキハ58系（1991年 佐世保駅）

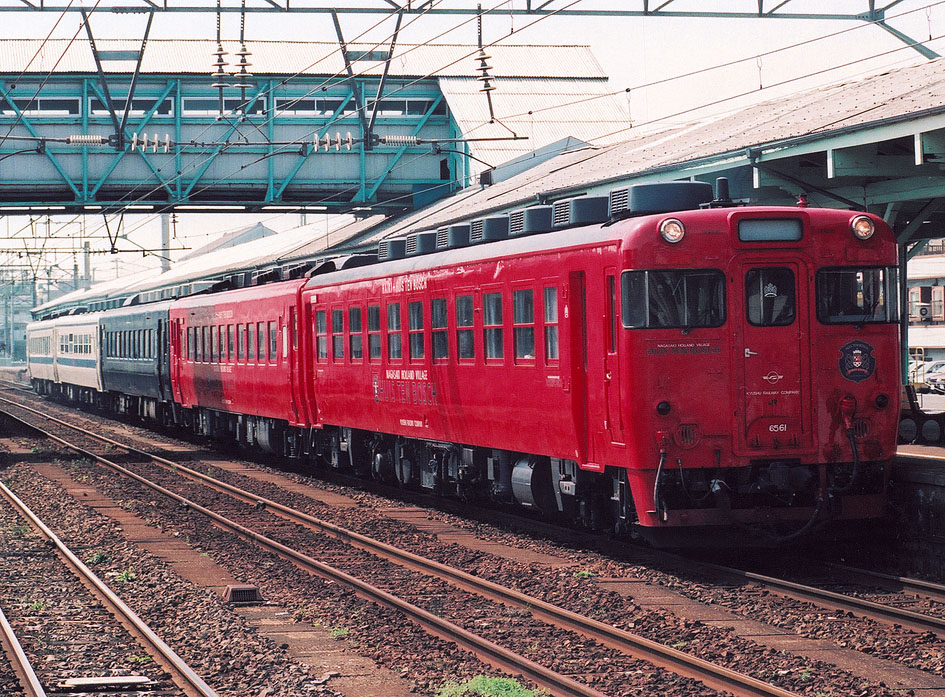
ハウステンボス色のキハ65 61+キハ58 700（1992年 早岐駅）

早岐駅 - ハウステンボス駅間の優等列車はハウステンボス (列車)も参照のこと。
- 1960年（昭和35年）5月1日 - 博多駅 - 長崎駅間を大村線経由で運行する準急列車「出島」（でじま）運行開始。
  - 当時運行されていた「ながさき」の補助列車として運行を開始。
- 1962年（昭和37年）8月1日 - 博多駅 - 佐世保駅間を筑肥線・松浦線経由で運行する準急列車として、「九十九島」（くじゅうくしま）運行開始。
- 1963年（昭和38年）6月1日 - 「九十九島」の運行区間を延長し博多駅 - 長崎駅間を筑肥線・松浦線・大村線経由で運行する準急列車となる。ただし、延長する早岐駅 - 長崎駅間を重複する「出島」は廃止。
  - なお、「出島」はこの後長崎本線直通の準急・急行列車の名称となる。→こちらを参照のこと。
- 1966年（昭和41年）3月5日 - 準急行制度改変に伴い、「九十九島」を急行列車に格上げ。
- 1968年（昭和43年）10月1日 - ヨンサントオのダイヤ改正に伴い、「九十九島」の名称を従来関西対佐世保間夜行急行列車の名称であった「平戸」（ひらど）に変更する。
- 1983年（昭和58年）3月22日 - 福岡市地下鉄1号線開業に伴う筑肥線部分廃止に伴い、「平戸」運行区間を唐津駅 - 長崎駅間に短縮。
- 1986年（昭和61年）11月1日 - このときのダイヤ改正に伴い、大村線経由の佐世保駅 - 長崎駅間を運行する快速列車が1往復設定される。
  - なお、この快速列車は下り列車は平戸口駅（現在のたびら平戸口駅）始発となっていた。
- 1988年（昭和63年）
  - 3月13日 - このときのダイヤ改正に伴い、佐世保駅 - 長崎駅間快速列車5往復まで増発。
  - 3月31日 - 翌4月1日付けで松浦線が松浦鉄道に経営が移管されることにより、急行列車「平戸」廃止。この代替として、翌日より佐世保駅 - 長崎駅間に快速列車1往復増発（土休日等に松浦鉄道平戸口駅まで直通運転）。

「平戸」廃止時の概況としては以下の通りである。
  - 停車駅：唐津駅 - 山本駅 - 伊万里駅 - 浦ノ崎駅 - 松浦駅 - 平戸口駅 - 江迎駅 - 肥前吉井駅 - 佐々駅 - 佐世保駅 - 早岐駅 - 川棚駅 - 彼杵駅 - 大村駅 - 諫早駅 - 浦上駅 - 長崎駅
  - 使用車両：キハ58系2両編成（長崎運転所、現在の長崎運輸センター）：全車普通車座席自由席のみの設定。
- 1989年（平成元年）3月11日 - 佐世保駅 - 長崎駅間快速列車に「シーサイドライナー」の名称が与えられ、号数表記を採用。設定時は佐世保駅発（下り）10本・長崎駅発（上り）9本。キハ58系（一部キハ65形を含む）で運転。専用塗色への変更が行われる前にはヘッドマークを掲示して運行していた時期があった。
- 1992年（平成4年）7月15日 - 「シーサイドライナー」の本数を下り13本・上り15本に増便。
- 1994年（平成6年）3月1日 - キハ200系を「シーサイドライナー」の一部列車に投入。
- 1996年（平成8年）3月23日 - 多客期に限り、「シーサイドライナー」の一部に指定席を設定[1]。
- 1999年（平成11年）3月13日 - 「シーサイドライナー」のうち2往復を格上げの形で特急「シーボルト」運行開始[7]。
- 2000年（平成12年）3月11日 - 佐世保駅改築工事に伴い、松浦鉄道乗り入れ休止。
- 2002年（平成14年）3月23日 - 佐世保駅改築工事竣工に伴い、松浦鉄道乗り入れ再開。
  - 乗り入れ区間は佐々駅までに短縮される（松浦鉄道線内は各駅停車、日祝日は佐世保駅乗り換え）。
  - 同時にキハ58系を筑豊本線・篠栗線から転入したキハ66・67系とキハ200系に置き換え、ワンマン運転を開始。
- 2003年（平成15年）3月15日 - 「シーボルト」廃止[6][8]。「シーボルト」の運行ダイヤに時間修正を加えた上で再び「シーサイドライナー」が運行される。
- 2005年（平成17年）3月1日 - 「シーサイドライナー」の号数表記を取りやめる。
- 2006年（平成18年）3月18日 - 「シーサイドライナー」松浦鉄道乗り入れ休止。また、竹松駅 - 長崎駅間運行の列車名なしの快速1往復を「シーサイドライナー」に編入し、現行の運行本数となる。
- 2018年（平成30年）3月17日 - 日中の一部の列車を佐世保駅 - 竹松駅間各駅停車とし、種別を区間快速とする。
- 2020年（令和2年）3月14日 - YC1系を「シーサイドライナー」の一部列車に投入し、YC1系の運転が開始された。
- 2021年（令和3年）
  - 3月11日 - キハ200形・220形での運用終了[4][5]。
  - 6月30日 - キハ66・67系での運用終了[2][3]。
  - 10月1日 - 3・4両ワンマン運転を開始し、全列車ワンマン運転となる。
- 2022年（令和4年）9月23日 - ダイヤ改正に伴い以下のように変更された[9]。
  1. 新大村駅には全列車停車。
  2. 大村車両基地駅には日中時間帯のみ停車。
  3. 通勤時間帯の西諌早駅 - 現川駅間の停車パターンを諫早駅 - 長崎駅間各駅停車に統一。

### 列車名の由来
（五十音順による）
- 「九十九島」（くじゅうくしま）…西海国立公園に指定されている九十九島から。
- 「シーサイドライナー」…主な経由路線の大村線が海岸線近くに敷設しているためのフィーリングからとされる。
- 「シーボルト」…江戸時代に来日したドイツの医師・博物学者、フィリップ・フランツ・フォン・シーボルト (Philipp Franz von Siebold) から。実在する人名からで、旧国鉄・JRとしては異例とされた[注 4]。
- 「出島」（でじま）…江戸時代のオランダ商館所在地であった長崎市にある地名である出島から。
- 「平戸」（ひらど）…経由路線であった松浦線沿線の平戸市および同市域の大半を占める平戸島から。